# Jéssica Noutel
Jéssica Noutel Gonçalves (Rio de Janeiro, 8 de abril de 1993) é uma nadadora de nado sincronizado brasileira. Integrou a equipe nacional que disputou o Campeonato Mundial de Esportes Aquáticos de 2011, em Xangai, na China.
Participou dos Nado sincronizado nos Jogos Pan-Americanos de 2011, em Guadalajara, onde obteve medalha de bronze por equipe.